# SS1 (электровоз)
ShaoShan 1 или SS1 (кит. трад. 韶山, пиньинь ShaoShan, палл. Шаошань (родина Мао Цзэдуна), до 1968 года — 6Y1, прозвище — Пион (кит. трад. 芍药)) — китайский шестиосный электровоз переменного тока первого поколения. Изначально был создан на основе конструкции советских электровозов Н6О, в дальнейшем был переработан и запущен в серийное производство. В 1970—1980-х годах SS1 были основными электровозами на китайских железных дорогах, тем самым заложив основы электровозостроения в стране.

## Электровозы 6Y1
В 1956 году в Китае следом за Советским Союзом был начат амбициозный план по переводу железнодорожных дорог с паровозной тяги на тепловозную и электровозную. Для производства электровозов в Чжучжоу на базе дорожных мастерских был сооружён электровозостроительный завод. Однако техническая база для начала электровозостроения в стране ещё была очень слаба, поэтому в октябре 1957 года к 40-летию Октябрьской революции Мао Цзэдун с делегацией посещает Советский Союз. Прибывшие вместе с ним около полусотни специалистов в рамках советско-китайского сотрудничества смогли изучить самые современные на то время в СССР технологическое оборудование по производству новых локомотивов и ознакомиться с последними научными достижениями в этой области. Также около 6 групп посетили Новочеркасский электровозостроительный завод и Всесоюзный электровозный научно-исследовательский институт.
Изначально китайские специалисты планировали наладить производство электровозов постоянного тока на напряжение 3 кВ, но после ознакомления с советскими работами на эту тему выбрали всё же систему переменного тока частотой 50 Гц и напряжением 25 кВ, которая только получала распространение в СССР и Франции. 15 июля 1958 года на завод в Чжучжоу поступила техническая документация по самому современному советскому электровозу — Н6О. Разработкой проекта первого китайского электровоза занимались несколько институтов и китайскими специалистами было внесено порядка 78 изменений в первоначальный советский проект. В августе было начато строительство первых двух образцов.

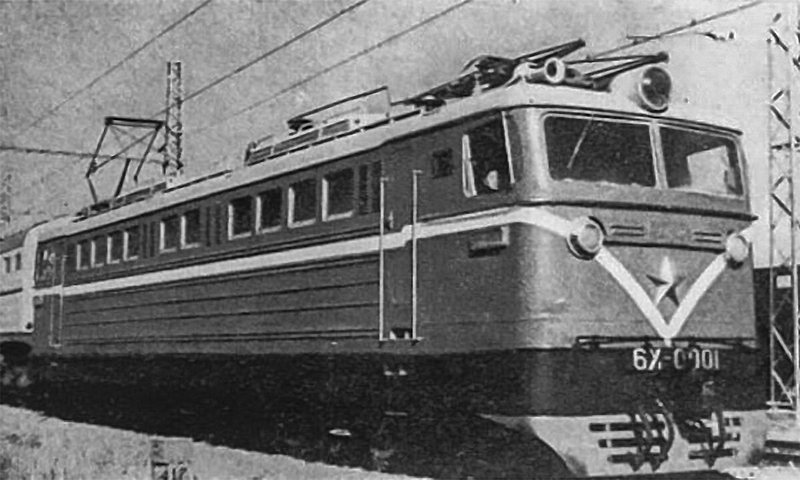
6Y1-0001 на испытаниях (1959 год)

Из-за отсутствия специального оборудования и опытных специалистов строительство экипажной части затянулось почти на 4 месяца и было закончено 18 ноября. Монтаж электрооборудования и окончательная сборка первого электровоза заняли всего 40 дней и 28 декабря 1958 года новый электровоз был представлен общественности. Ему была присвоена серия 6Y1 (на самом электровозе она писалась как 6Y1), что расшифровывается следующим образом: 6-осный, с выпрямительной установкой на игнитронах (кит. трад. 引燃管, пиньинь Yǐn rán guǎn), тип 1. Электровоз 6Y1-0001 в 1959 году был отправлен на выставку в Пекин, а в дальнейшем подвергся испытаниям. В марте 1960 года был изготовлен второй электровоз.
Проблемы с зажиганием игнитронов, а также начало производства в Китае полупроводниковых приборов привели конструкторов к мысли применить их на данных электровозах. Также конструкторы изучили поступившие в страну из Франции электровозы 6Y2 (по конструкции аналогичны поступившим в СССР электровозам серии Ф). В июне 1966 года был выпущен электровоз 6Y1-0004 который стал первым китайским электровозом с полупроводниковыми выпрямителями. Вместо игнитронов в выпрямительной установке стояли 960 кремниевых диодов. Однако, решив одну проблему, специалисты столкнулись с другой — тяговый электродвигатель ZD101 мощностью 500 кВт, созданный на базе советского НБ-410 (применялся на двух первых Н6О), имел ненормальную коммутацию (кстати, от его прототипа НБ-410 в СССР отказались уже в 1959 году с Н6О-003). Поэтому был создан новый электродвигатель — ZQ650-1, который к тому же имел часовую/продолжительную мощность 700/630 кВт. Также была изменена конструкция группового контроллера. Вскоре был выпущен электровоз № 0007, который был оборудован реостатным тормозом мощностью 2800 кВт.

## Электровозы SS1

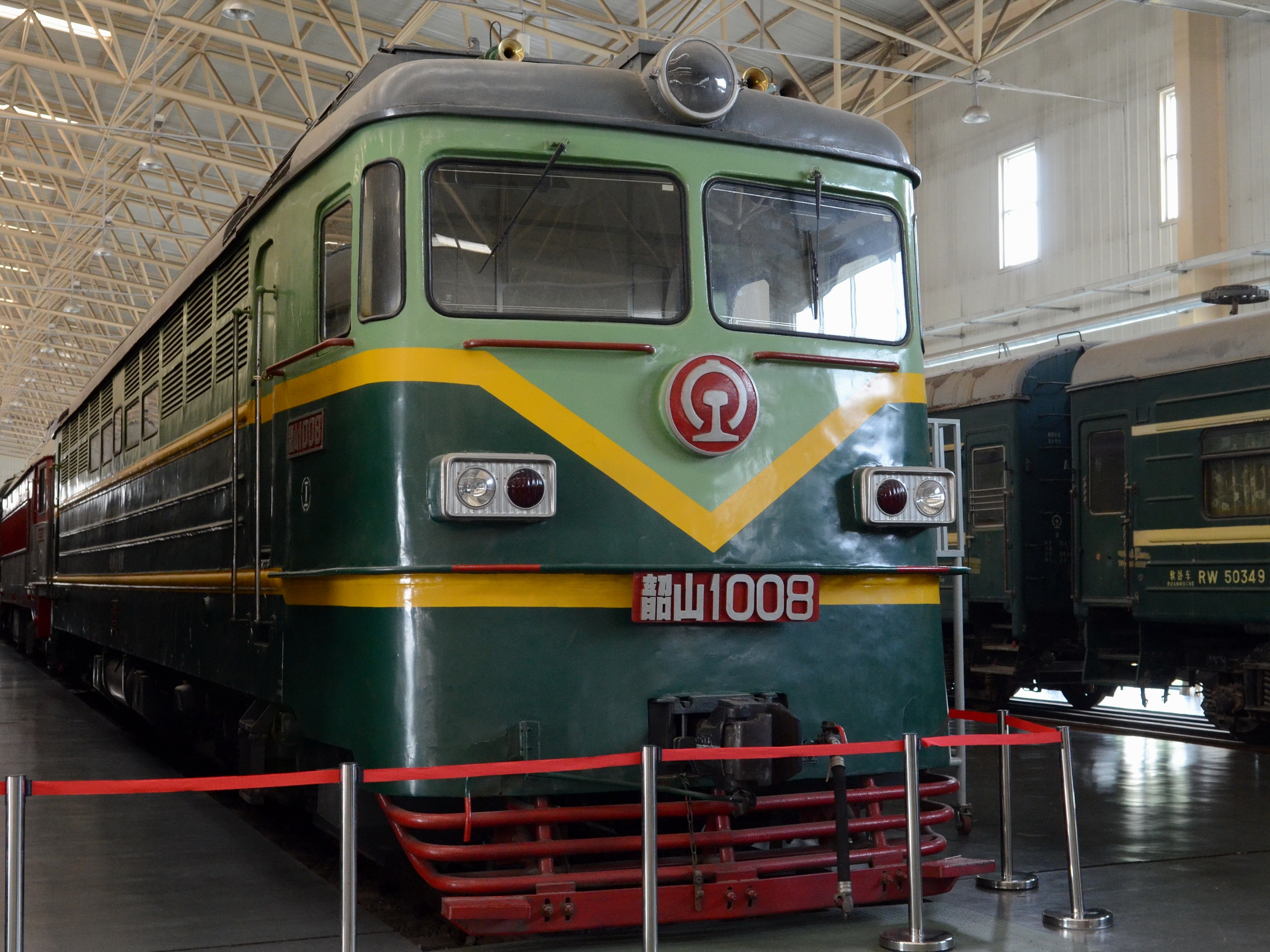
韶山1008 (6Y1-0008)

В 1968 году был выпущен электровоз 6Y1-0008, на котором конструкторы применили все предыдущие наработки. Новый электровоз уже имел мощность в часовом режиме 4200 кВт против 3000, как у предыдущих, был оборудован кремниевыми выпрямительными установками и реостатным тормозом.  Его максимальная скорость составляла 90 км/ч. После успешного прохождения испытаний электровоз был представлен Министерству путей сообщения Китая. В связи с прохождением в то время Культурной революции Министерство путей сообщения на тот момент подчинялось военным. 27 апреля военная коллегия приняла решение о назначении электровозу новой серии — SS1 (на самих локомотивах обозначение писалось как SS1) — в честь Шаошаня (кит. трад. 韶山, пиньинь ShaoShan) — родины Мао Цзэдуна. В 1969 году было начато малосерийное производство электровозов SS1. Сам SS1-008 1 июля 1975 года открыл движение на первой в стране полностью электрифицированной магистрали — Баочэнской железной дороге (кит. трад. 宝成铁路, пиньинь BǎoChéng Tiělù, палл. БаоЧэн ТеЛу).
В 1971 году с № 061 была проведена очередная модернизация конструкции электровозов, в ходе которой переходные реакторы были заменены вентильным переходом, а число ходовых позиций было повышено с 9 до 33. Следующее улучшение конструкции было проведено в 1976 с № 131, в ходе чего была изменена конструкция системы охлаждения выпрямительной установки. Крупносерийный выпуск электровозов SS1 был начат в 1980 году, когда за 20 предыдущих лет уже был выпущен 221 электровоз. Уже к концу 1982 года было выпущено ещё 299 локомотивов. Выпуск SS1 продолжался вплоть до 1988 года, а всего было построено 826 электровозов, включая первые семь серии 6Y1.
Написание обозначения на их табличках было следующее: 6Y1-0001 — 6Y1-0007, 韶山1008 — 韶山1649, SS1-0650 — SS1-0826.
Постепенное исключение электровозов по причине их устаревания началось с 2000-х годов.